# 尾上俊光
尾上 俊光（おがみ としみつ、1994年8月6日 - ）は、日本のラグビー選手。

## プロフィール
- 大阪府出身[1]。
- ポジションはロック(LO)。
- 身長 190cm、体重 100kg

## 略歴
2013年、尾道高校卒業後、明治大学に入る。なお尾道高校時代、高校日本代表候補に選ばれたことがある。
2017年、明治大学卒業後、近鉄ライナーズ(現・花園近鉄ライナーズ)に加入。
2022年、花園近鉄ライナーズを退団した。